# Evangelische Hochschule Moritzburg

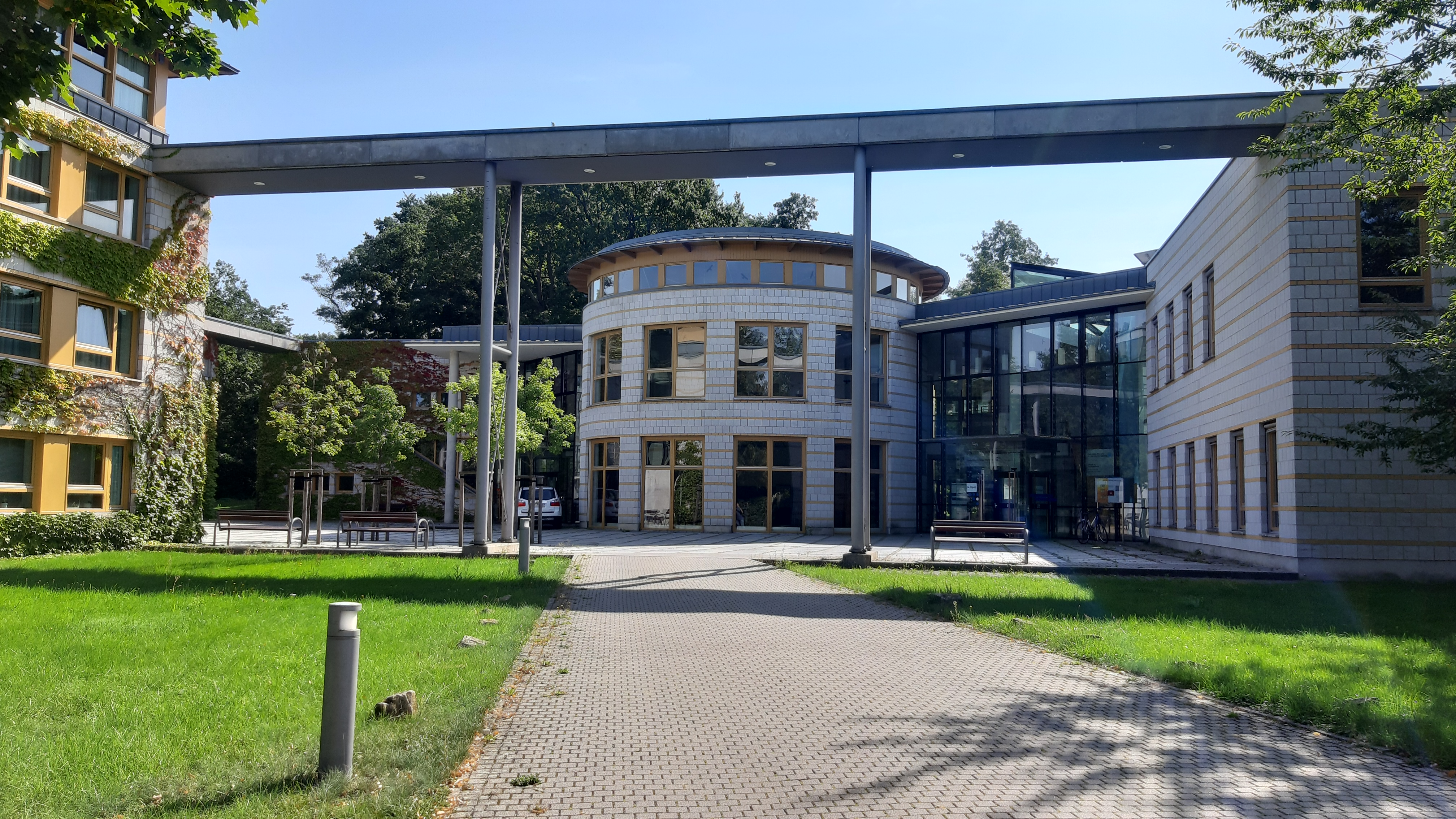
Evangelische Hochschule Moritzburg

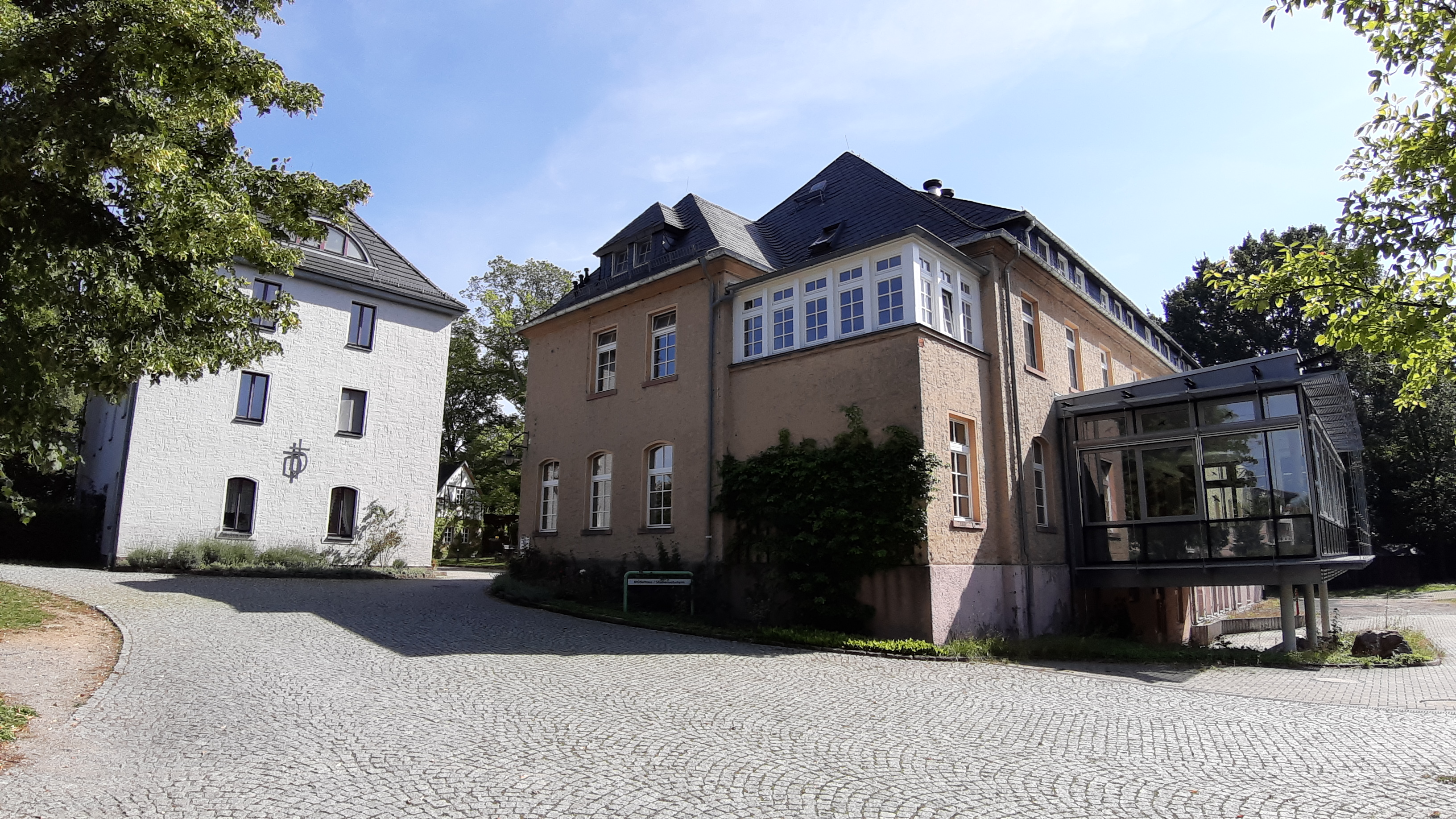
Evangelische Hochschule Moritzburg

Die Evangelische Hochschule Moritzburg am Evangelisch-Lutherischen Diakonenhaus Moritzburg e. V. bildete als Diakonenausbildungsstätte der Sächsischen Landeskirche Frauen und Männer zu Religionspädagogen für den kirchlichen Dienst an Kindern, Jugendlichen und Erwachsenen aus.
Schwerpunkte dieses Berufsbildes waren die Arbeit mit Kindern (Religionsunterricht bis zur 10. Klasse, Christenlehre, freie Kinderarbeit, Arbeit mit Vorschulkindern, Kinder- und Familiengottesdienst), Jugendarbeit (Junge Gemeinde, regionale und überregionale Veranstaltungen, Freizeiten) sowie Angebote in der Erwachsenenarbeit.
Am 19. Juni 2020 wurde die Evangelische Hochschule Moritzburg mit der Evangelischen Hochschule Dresden zusammengelegt.

## Studiengänge
Das Studienangebot umfasste drei verschiedene Bachelorstudiengänge (Bachelor of Arts): „Ev. Religionspädagogik mit sozialarbeiterischem Profil“, „Ev. Religionspädagogik mit musikalischem Profil“ und „Bildung und Erziehung in der Kindheit mit religionspädagogischem Profil“ sowie einen Masterstudiengang „Evangelische Religionspädagogik“ (Master of Arts).
Nach dem Bachelorabschluss konnte sich der Absolvent zur Übernahme in den kirchlichen Dienst bewerben oder ein Masterstudium anschließen. Die Bachelorprüfung ist zugleich kirchliche Diakonenprüfung (doppelte Qualifikation) gewesen. Durch einen Gestellungsvertrag zwischen dem Freistaat Sachsen und der Ev.-Luth. Landeskirche Sachsen war der Einsatz im Religionsunterricht bis zur 10. Klasse geregelt.
Ergänzend zur Hochschule unterhielt das Ev.-Luth. Diakonenhaus Moritzburg e. V. das Philippus-Institut für berufsbegleitende Studien, welches auf das IBS („Institut für berufsbegleitende Studien“) und dem früheren „Gemeindepädagogischen C-Institut“ hervorgegangen ist.
Insgesamt studierten etwa 155 Personen an der Hochschule, davon circa 120 in den Bachelor- und Masterstudiengängen und circa 35 in den Kursen des Philippus-Instituts für berufsbegleitende Studien.

## Geschichte
Die Fachhochschule gründete sich in ihren Wurzeln auf die Bruderschaft Moritzburger Diakone (heute Gemeinschaft Moritzburger Diakone und Diakoninnen), die 1872 in Gorbitz – heute ein Stadtteil von Dresden – gegründet wurde (→ Kapelle Gorbitz) und 1899 nach Moritzburg umzog. Mit Wirkung vom 1. September 1992 wurde die Ausbildung des Diakonenhauses Moritzburg im Vergleich mit religionspädagogischen Studiengängen altbundesdeutscher Länder als Fachhochschule anerkannt. Zugleich wurde der Studiengang auch für Frauen zugänglich.